# Фоккеродт, Иоганн Готхильф
Фоккеродт Иоганн Готхильф (нем. Johann Gotthilf Vockerodt; в старых источниках Иоанн Готтгильф, 4 марта 1693, Галле — 28 февраля 1756, Берлин) — прусский дипломат, бургомистр Кёнигсберга, цензор, автор записок о России.

## Биография
Родился в городе Галле в семье немецкого педагога Готфрида Фоккеродта (1665—1727) и Хелены Элизабет Штютцинг (1674—1699). Учился в университете Галле.
Был приглашен в Санкт-Петербург в качестве наставника для племянника генерала Роберта Брюса (первого обер-коменданта Петербурга), а позднее для детей Дмитрия Кантемира. В 1717-33 годы — секретарь посольства Пруссии в Петербурге.
С 1727 года вице-бургомистр Кёнигсберга, с 30 октября 1730 по 1739 год — бургомистр Кёнигсберга. Но фактически управлял городом только в 1730—1732 годах, в последующие годы занимал должность формально, служа секретарём Прусского посольства в Петербурге.
После 1739 года был советником в Саксонии и в Берлине. В 1737 году по поручению кронпринца Фридриха (будущий прусский король Фридрих II) составил записки о состоянии Русского государства начала 18 в. Они предназначались для Вольтера, который предполагал написать историю России в годы правления Петра I. Использовав ряд сочинений и главным образом свои личные наблюдения, Фоккеродт описал международное и политическое положение России в 1-й трети 18 в. (с экскурсами в русскую историю 16-17 вв.), привел сведения о народонаселении страны, религии, русских нравах и обычаях, преобразованиях Петра I в государственном управлении, военном деле, экономике и культуре.
Наряду с ценным фактическим материалом в записках встречается ряд неверных наблюдений и суждений. Фоккеродт сомневался, в частности, в своевременности и целесообразности ряда реформ Петра I. Записки Фоккеродта впервые были изданы в 1872 в Лейпциге, в русском переводе — «Россия при Петре Великом, по рукописному известию Иоанна Готтгильфа Фоккеродта и Оттона Плейера» (ЧОИДР, 1874, кн. 2). Источниковедческий разбор записок Фоккеродта был проведен А. Г. Брикнером («ЖМНП», 1874, No 1).
Позже Фоккеродт был цензором при Фридрихе II.